# Parafia św. Antoniego w Zduńskiej Woli
Parafia św. Antoniego – rzymskokatolicka parafia w Zduńskiej Woli, należąca do dekanatu zduńskowolskiego w diecezji włocławskiej.

## Historia parafii
Parafia została powołana przez bp. Karola Radońskiego dekretem z 12 grudnia w 1948 roku. 
W dniu 17 stycznia 1959 r. kard. Stefan Wyszyński wydał dokument powierzający parafię Zgromadzeniu Zakonnemu Małe Dzieło Boskiej Opatrzności Księża Orioniści. Erygowanie parafii nakazało wzniesienie nowej świątyni. Starania o budowę kościoła trwały 25 lat. Dopiero 9 lutego 1974 roku wojewoda łódzki wyraził zgodę na budowę. Rozpoczęto ją we wrześniu 1974 roku. Kamień węgielny pochodzi z fundamentów Bazyliki św. Antoniego w Padwie, wmurował go bp Jan Zaręba. Plac pod budowę poświęcił ksiądz Ignazio Terzi, dyrektor generalny Orionistów. Kościół został konsekrowany 25 października 1987 roku przez abp. Bronisława Dąbrowskiego.   

## Grupy i wspólnoty
- Neokatechumenat
- Odnowa w Duchu Św.
- Żywy Różaniec
- Ministranci
- Bielanki
- Zespół charytatywny Caritas
- Rada Parafialna
- Dzieło Duchowej Pomocy Powołaniom
- Chór
- Eucharystyczny Ruch Młodych
- Niesłyszący
- Niepełnosprawni
- Grupa Teatralna
- Grupa AA
- Świetlica Środowiskowa
- Orioński Ruch Świecki
- Duszpasterstwo Inteligencji Katolickiej
- Biuro Radia Maryja
- Biblioteka
- Wspólnota SILOE
- Schola dziecięca GETSEMANI